# أزمة التكرار
اعتُبرت أزمة التكرار (أو أزمة المحاكاة أو أزمة قابلية الاستنساخ)، بدءًا من عام 2010، أزمةً منهجية مستمرة تُظهر أنه من الصعب أو المستحيل أحيانًا تكرار العديد من الدراسات العلمية أو إعادة استنساخها.
أثرت أزمة التكرار بشكل كبير على العلوم الاجتماعية والطب، إذ إنها تملك جذورًا طويلة الأمد. ابتُكر مصطلح أزمة التكرار في أوائل العقد الثاني من القرن الحادي والعشرين معبرًا عن ازدياد الوعي تجاه هذه المشكلة. تمثل أزمة التكرار جانبًا مهمًا من الأبحاث المجراة في مجال العلم المجاوز (العلم المسند بالدليل).
نظرًا إلى أن محاكاة التجارب جزء مهم من المنهج العلمي، قد تنجم عواقب خطيرة عن عدم القدرة على تكرار دراسات الآخرين في العديد من المجالات العلمية التي تستند فيها النظريات المهمة إلى أعمال تجريبية غير قابلة للتكرار.
نوقشت أزمة التكرار بشكل واسع في مجال علم النفس والطب خصوصًا، حيث بُذل العديد من الجهود لإعادة تحقيق النتائج القديمة بغرض تحديد موثوقية كلتا النتيجتين، وتحديد أسباب فشل التكرار إذا ظهرت نتائج غير موثوقة.

## نطاق الأزمة

### النطاق العام
في استطلاع أُجري في عام 2016 وشمل 1500 عالمًا، تبين أن 70% منهم فشلوا في استنساخ واحدة من تجارب عالم آخر على الأقل (فشل 50% في تكرار واحدة من تجاربهم الخاصة). في 2009، اعترف 2% من العلماء بتزوير الدراسات مرة واحدة على الأقل، واعترف 14% منهم بمعرفة شخص قام بذلك. سُجلت حالات سوء تصرف عند الباحثين الطبيين أكثر من باحثي المجالات الأخرى.

### في علم النفس
اجتمعت عدة عوامل لتضع علم النفس في مركز الجدل، وانصب أغلب التركيز على مجال علم النفس الاجتماعي، رغم أن مجالات علم النفس الأخرى مثل علم النفس السريري، وعلم النفس التنموي، والأبحاث التربوية، تشاركه أيضًا في ذلك.
وفقًا للمسح الذي أُجري في عام 2018 لمئتي تحليل تلوي، تبين أن «البحث النفسي يعاني بالمتوسط انخفاضَ القوة الإحصائية».
أولًا، حُددت الممارسات البحثية المشكوك بها وفق شيوعها في المجال المدروس. إذا لم تكن هذه الممارسات احتياليةً عمدًا، ستشمل الانتفاع من الوجود ضمن المنطقة الرمادية نسبةً إلى الممارسات العلمية المقبولة، أو تستثمر المرونة في جمع البيانات وتحليلها وإعداد التقارير عنها في محاولة الحصول على النتائج المرجوة.
تشمل الأمثلة على الممارسات البحثية المشكوك بها: إعداد التقارير بشكل انتقائي، أو النشر الجزئي للبيانات (إذ يتضمن التقرير فقط بعضًا من شروط الدراسة أو المقاييس المعتمدة المجمعة في منشور ما)، أو الإيقاف الاختياري (اختيار وقت إيقاف جمع البيانات، غالبًا بالاستناد إلى دلالة الاختبارات الإحصائية)، أو تقريب القيمة الاحتمالية «القيمة  بّي p» (خفض القيمة الاحتمالية إلى 0.05 لاقتراح دلالة إحصائية)، أو استخدام تأثير درج الملفات (عدم نشر البيانات)، أو سرد اكتشافات قد تحدث لاحقًا دون تأكيد (تأطير التحليلات الاستكشافية بصفتها تحليلات تأكيدية)، أو التلاعب بمجال الانحراف (إما إزالة الانحراف أو تركه في مجموعة المعطيات لمنح القيمة للاختبار الإحصائي). في مسح شمل أكثر من 2000 عالم نفس، اعترف أغلبهم باستخدام الممارسة البحثية المشكوك بها مرة واحدة على الأقل. تنتج الإيجابيات الكاذبة (الإيجابيات الخاطئة) غالبًا من الضغوط لنشر النتائج أو الانحياز الشخصي لمؤلف الدراسة لتأكيد نتائجه، وهي المشاكل الكامنة في هذا المجال، ما يتطلب من القرّاء إبداء درجة ما من الشك.
ثانيًا، وجد علم النفس، وبالأخص علم النفس الاجتماعي، نفسه محورًا لمجموعة من الفضائح تتضمن أبحاثًا احتيالية صريحة، وأبرزها فبركة البيانات التي اعترف بها ديدريك ستابل، بالإضافة إلى وجود ادعاءات ضد آخرين. رغم هذا، أقر معظم الباحثين أن الاحتيال قد يكون العامل الأقل مساهمةً في أزمة التكرار.
ثالثًا، بدا من الصعب تكرار بعض الإنجازات في علم النفس حتى قبل ظهور أزمة التكرار الحالية. مثال على ذلك، نشرت مجلة الحكم وصنع القرار العلمية عدة دراسات على مر السنين فشلت في تأييد نظرية الفكر اللاواعي. يبدو التكرار صعبًا خاصةً عندما تكون تجارب البحث مسجلة سابقًا ومجراةً من قبل مجموعات بحثية غير ملمة بالنظرية الموضوعة تحت الاستقصاء.
أدت هذه العناصر الثلاثة معًا إلى تجديد الانتباه إلى التكرار بدعم من قبل عالم النفس دانيال كانمان. أظهر تدقيق العديد من النتائج أن الكثير من القواعد الأساسية صعبة التكرار. ركز إصدار خاص صدر مؤخرًا من دورية علم النفس الاجتماعي على دراسات التكرار وعلى عدد من المعتقدات الراسخة السابقة التي وُجد أنها صعبة التكرار.
في عام 2012، نُشر إصدار خاص من دورية منظورات في علم النفس ركز على قضايا تتراوح بين الانحياز في النشر إلى النفور العدمي والتي تساهم في أزمات التكرار في علم النفس. في عام 2015، نُشرت أول دراسة تجريبية مفتوحة عن الاستنساخ في علم النفس، وسُميت بمشروع الاستنساخ (أو مشروع التكرار). تعاون باحثون من جميع أنحاء العالم لتكرار 100 دراسة تجريبية مأخوذة من ثلاث مجلات كبرى مختصة في علم النفس. نجحت أقل من نصف محاولات التكرار في تحقيق نتائج إحصائية هامة في الاتجاهات المرجوة، رغم أن أغلب محاولات التكرار مالت نحو مسارها المتوقع.
يعاني العديد من التجارب البحثية والتحاليل التلوية ضعفًا بسبب النوعية الضعيفة وتضارب المصالح التي تشمل كلًا من مؤلفي الدراسة ومنظمات المحاماة المهنية، ما نتج عنه العديد من الإيجابيات الكاذبة بخصوص تأثير أنواع معينة من العلاج النفسي.
رغم ما كتبته صحيفة ذي إندبندنت البريطانية حول أن نتائج مشروع التكرار تظهر أن الكثير من الأبحاث المنشورة هي مجرد «ثرثرة نفسية»، لا تعني أزمة التكرار بالضرورة أن علم النفس مجال غير علمي، بل تعد هذه العملية بدلًا من ذلك جزءًا من المعالجة العلمية التي تُشذَّب فيها الأفكار القديمة أو تلك التي لا يمكنها الصمود أمام الفحص الدقيق، رغم أن عملية التشذيب هذه غير فعالة دائمًا. نتج عن هذا تعرض بعض مجالات علم النفس -التي اعتُبرت يومًا ما وثيقة، مثل الإعداد الاجتماعي- إلى تدقيق متزايد بسبب فشل تكرارها.
دعم دانييل كانمان الحاصل على جائزة نوبل والأستاذ الفخري في علم النفس فكرة مشاركة المؤلفين الأساسيين للدراسات في محاولات التكرار، لأن الأساليب المنشورة غالبًا ما تكون غامضة جدًا. لم يوافق آخرون مثل الدكتور آندرو ميلسون على هذا الاقتراح، واحتجوا أنه يجب تدوين الأساليب المتبعة بالتفصيل.
في استقصاء لمعدلات التكرار في علم النفس عام 2012، ظهر ارتفاع في معدلات نجاح التكرار في دراسات التكرار عندما شارك المؤلفون الأساسيون للدراسات في التجارب (91.7% من معدلات التكرار الناجحة في الدراسات مع مشاركة المبتدعين، مقارنة بـ 64.4% من معدلات نجاح التكرار دون مشاركة المؤلفين).
أدى التركيز على أزمة التكرار إلى تجديد المحاولات مرة أخرى في هذا المجال للحصول على النتائج المرجوة من جديد، وتبنت أكثر من 140 مجلة في علم النفس مراجعة الأقران مجهولة النتائج حيث اختيرت الدراسات قبل إجرائها وبناءً على الصرامة المنهجية في تصميم التجربة والمبررات النظرية لتقنيات التحليل الإحصائي قبل جمع المعلومات وتحليلها، لا على أساس نتائجها أو بعد انتهائها. بالإضافة إلى ذلك، أصبح التعاون بين الباحثين العاملين في مختبرات متعددة في بلدان مختلفة على نطاق واسع أكثر شيوعًا في هذا المجال، وقد أتاح هذا بياناتهم بشكل كبير لمختلف الباحثين لتقييمها. قدر التحليل الأولي لهذه التحسينات أن 61% من الدراسات مجهولة النتائج قادت إلى نتائج معدومة، وهذا يخالف التقدير السابق الذي تراوح بين 5-20%.